# Eublemmoides novaeguineae
Eublemmoides novaeguineae är en fjärilsart som beskrevs av Embrik Strand 1917. Eublemmoides novaeguineae ingår i släktet Eublemmoides och familjen nattflyn. Inga underarter finns listade i Catalogue of Life.